# Peritaxia
Peritaxia är ett släkte av skalbaggar. Peritaxia ingår i familjen vivlar.
Kladogram enligt Catalogue of Life:
| Peritaxia | \| \| Peritaxia elongata \| \| \| \| \| \| Peritaxia hispida \| \| \| \| \| \| Peritaxia perforata \| \| \| \| \| \| Peritaxia rugicollis \| \| \| \| |
|           | \| \| Peritaxia elongata \| \| \| \| \| \| Peritaxia hispida \| \| \| \| \| \| Peritaxia perforata \| \| \| \| \| \| Peritaxia rugicollis \| \| \| \| |
|           | Peritaxia elongata |
|           | |
|           | Peritaxia hispida |
|           | |
|           | Peritaxia perforata |
|           | |
|           | Peritaxia rugicollis |
|           | |